# Tuffi ai Giochi della IX Olimpiade - Piattaforma femminile
La competizione del piattaforma femminile  di tuffi ai Giochi della IX Olimpiade si tenne i giorni 10 e 11 agosto 1928 al Olympic Sports Park Swim Stadium di Amsterdam

## Risultati

### Turno eliminatorio
Si disputò il 10 agosto. Le prime tre in ogni gruppo avanzarono alla finale. Quattro tuffi obbligatori, due dalla piattaforma da 5 metri e due da 10 metri.
| Pos. | Atleta                    | Nazione       | Giudici                | Giudici                | Giudici             | Giudici             | Giudici            | Giudici            | Giudici                  | Giudici                  | Giudici           | Giudici           | Punti Ordinali | Media Punti |
| Pos. | Atleta                    | Nazione       | Paesi Bassi (bandiera) | Paesi Bassi (bandiera) | Germania (bandiera) | Germania (bandiera) | Francia (bandiera) | Francia (bandiera) | Gran Bretagna (bandiera) | Gran Bretagna (bandiera) | Svezia (bandiera) | Svezia (bandiera) | Punti Ordinali | Media Punti |
| Pos. | Atleta                    | Nazione       | PO                     | PT                     | PO                  | PT                  | PO                 | PT                 | PO                       | PT                       | PO                | PT                | Punti Ordinali | Media Punti |
| ---- | ------------------------- | ------------- | ---------------------- | ---------------------- | ------------------- | ------------------- | ------------------ | ------------------ | ------------------------ | ------------------------ | ----------------- | ----------------- | -------------- | ----------- |
| 1    | Elizabeth Becker-Pinkston | Stati Uniti   | 1                      | 34                     | 1                   | 31                  | 1                  | 32                 | 1                        | 32                       | 2                 | 31                | 6              | 32,0        |
| 2    | Georgia Coleman           | Stati Uniti   | 2                      | 32                     | 2                   | 30                  | 2                  | 31                 | 2,5                      | 31                       | 1                 | 33                | 9,5            | 31,4        |
| 3    | Greta Onnela              | Finlandia     | 3,5                    | 29                     | 6,5                 | 26                  | 3                  | 28                 | 4,5                      | 28                       | 3,5               | 29                | 21             | 28,0        |
| 4    | Isabelle White            | Gran Bretagna | 5                      | 27                     | 3                   | 29                  | 4                  | 26                 | 2,5                      | 31                       | 8                 | 26                | 22,5           | 27,8        |
| 5    | Ingegärd Töpel            | Svezia        | 6                      | 26                     | 4,5                 | 27                  | 5,5                | 25                 | 4,5                      | 28                       | 3,5               | 29                | 24             | 27,0        |
| 6    | Edith Nielsen             | Danimarca     | 7,5                    | 25                     | 4,5                 | 27                  | 5,5                | 25                 | 6                        | 26                       | 5,5               | 28                | 29             | 26,2        |
| 7    | Truus Klapwijk            | Paesi Bassi   | 3,5                    | 29                     | 6,5                 | 26                  | 7                  | 24                 | 7,5                      | 24                       | 7                 | 27                | 31,5           | 26,0        |
| 8    | Hjördis Töpel             | Svezia        | 7,5                    | 25                     | 8                   | 25                  | 8,5                | 22                 | 9                        | 23                       | 5,5               | 28                | 38,5           | 24,6        |
| 9    | Margret Borgs             | Germania      | 9                      | 23                     | 9                   | 24                  | 8,5                | 22                 | 7,5                      | 24                       | 9                 | 25                | 43             | 23,6        |

| Pos. | Atleta               | Nazione       | Giudici                | Giudici                | Giudici             | Giudici             | Giudici            | Giudici            | Giudici                  | Giudici                  | Giudici           | Giudici           | Punti Ordinali | Media Punti |
| Pos. | Atleta               | Nazione       | Paesi Bassi (bandiera) | Paesi Bassi (bandiera) | Germania (bandiera) | Germania (bandiera) | Francia (bandiera) | Francia (bandiera) | Gran Bretagna (bandiera) | Gran Bretagna (bandiera) | Svezia (bandiera) | Svezia (bandiera) | Punti Ordinali | Media Punti |
| Pos. | Atleta               | Nazione       | PO                     | PT                     | PO                  | PT                  | PO                 | PT                 | PO                       | PT                       | PO                | PT                | Punti Ordinali | Media Punti |
| ---- | -------------------- | ------------- | ---------------------- | ---------------------- | ------------------- | ------------------- | ------------------ | ------------------ | ------------------------ | ------------------------ | ----------------- | ----------------- | -------------- | ----------- |
| 1    | Laura Sjöqvist       | Svezia        | 3,5                    | 27                     | 2                   | 30                  | 1                  | 30                 | 1                        | 28                       | 1                 | 31                | 8,5            | 29,2        |
| 2    | Mietje Baron         | Paesi Bassi   | 1                      | 29                     | 3                   | 29                  | 2,5                | 29                 | 2,5                      | 27                       | 3                 | 28                | 12             | 28,4        |
| 3    | Hanni Rehborn        | Germania      | 3,5                    | 27                     | 1                   | 32                  | 4                  | 27                 | 4                        | 26                       | 2                 | 29                | 14,5           | 28,2        |
| 4    | Renée Cretet-Flavier | Francia       | 3,5                    | 27                     | 4,5                 | 28                  | 2,5                | 29                 | 2,5                      | 27                       | 4,5               | 27                | 17,5           | 27,6        |
| 5    | Alida van Leeuwen    | Paesi Bassi   | 3,5                    | 27                     | 4,5                 | 28                  | 6                  | 25                 | 5,5                      | 24                       | 4,5               | 27                | 24             | 26,2        |
| 6    | Clarita Hunsberger   | Stati Uniti   | 7                      | 23                     | 6                   | 25                  | 5                  | 26                 | 5,5                      | 24                       | 6                 | 24                | 29,5           | 24,4        |
| 7    | D. Grimes            | Gran Bretagna | 6                      | 26                     | 7                   | 22                  | 7                  | 23                 | 7                        | 21                       | 7,5               | 22                | 34,5           | 22,8        |
| 8    | K. Le Rossignol      | Gran Bretagna | 8                      | 20                     | 8                   | 19                  | 8                  | 18                 | 8                        | 20                       | 7,5               | 22                | 39,5           | 19,8        |

### Finale
Si disputò l'11 agosto.
| Pos.    | Atleta                    | Nazione     | Giudici                | Giudici                | Giudici             | Giudici             | Giudici            | Giudici            | Giudici                  | Giudici                  | Giudici           | Giudici           | Punti Ordinali | Media Punti |
| Pos.    | Atleta                    | Nazione     | Paesi Bassi (bandiera) | Paesi Bassi (bandiera) | Germania (bandiera) | Germania (bandiera) | Francia (bandiera) | Francia (bandiera) | Gran Bretagna (bandiera) | Gran Bretagna (bandiera) | Svezia (bandiera) | Svezia (bandiera) | Punti Ordinali | Media Punti |
| Pos.    | Atleta                    | Nazione     | PO                     | PT                     | PO                  | PT                  | PO                 | PT                 | PO                       | PT                       | PO                | PT                | Punti Ordinali | Media Punti |
| ------- | ------------------------- | ----------- | ---------------------- | ---------------------- | ------------------- | ------------------- | ------------------ | ------------------ | ------------------------ | ------------------------ | ----------------- | ----------------- | -------------- | ----------- |
| Oro     | Elizabeth Becker-Pinkston | Stati Uniti | 1                      | 33                     | 2,5                 | 30                  | 1                  | 34                 | 1,5                      | 31                       | 3                 | 30                | 9              | 31,6        |
| Argento | Georgia Coleman           | Stati Uniti | 3                      | 30                     | 2,5                 | 30                  | 2                  | 31                 | 1,5                      | 31                       | 1,5               | 31                | 10,5           | 30,6        |
| Bronzo  | Laura Sjöqvist            | Svezia      | 4                      | 28                     | 1                   | 31                  | 3,5                | 28                 | 3,5                      | 28                       | 1,5               | 31                | 13,5           | 29,2        |
| 4       | Mietje Baron              | Paesi Bassi | 2                      | 31                     | 4                   | 28                  | 3,5                | 28                 | 6                        | 26                       | 5,5               | 26                | 21,0           | 27,8        |
| 5       | Greta Onnela              | Finlandia   | 5                      | 26                     | 6                   | 23                  | 5                  | 27                 | 5                        | 27                       | 4                 | 27                | 25             | 26,0        |
| 6       | Hanni Rehborn             | Germania    | 6                      | 24                     | 5                   | 27                  | 6                  | 23                 | 3,5                      | 28                       | 5,5               | 26                | 26             | 25,6        |